# Chieko Sugawara
Chieko Sugawara (菅原智恵子?, Sugawara Chieko; Kesennuma, 15 agosto 1976) è una schermitrice giapponese, vincitrice di una medaglia di bronzo ai campionati mondiali di scherma.

## Palmarès
In carriera ha conseguito i seguenti risultati:
- Mondiali di scherma

San Pietroburgo 2007: bronzo nel fioretto a squadre.